# Arensch
Arensch est un quartier de la commune allemande de Cuxhaven, dans l'arrondissement de Cuxhaven, Land de Basse-Saxe.

## Histoire
Les communes d'Arensch, Berensch, Cuxhaven, Döse, Duhnen, Groden, Gudendorf, Holte, Neuwerk, Oxstedt, Ritzebüttel, Sahlenburg, Spangen, Stickenbüttel, Süderwisch et Westerwisch appartiennent jusqu'en 1864 au Amt Ritzebüttel puis au Landherrenschaft Ritzebüttel. En 1926, les communes d'Arensch, Berensch, Duhnen, Groden, Gudendorf, Holte, Neuwerk, Oxstedt, Sahlenburg, Spangen, Stickenbüttel, Süder et Westerwisch font partie du Landherrenschaft Hambourg. Avec la loi du Grand Hambourg le 1er avril 1937, les communes d'Arensch, Berensch, Gudendorf, Oxstedt, Sahlenburg, Holte et Spangen appartiennent l'arrondissement du pays de Hadeln, faisant partie du district de Stade, au sein de la province de Hanovre.
Près d'Arensch, des essais de missiles sont effectués entre 1945 et 1964. Ainsi, les missiles A4 de l'opération Backfire sont lancées en octobre 1945 à partir d'un bâtiment construit dans le Wernerwald entre le site de lancement entre Arensch et Sahlenburg, sur lequel subsistent quelques bunkers et une cuvette. De 1957 à 1964, la Hermann-Oberth-Gesellschaft et plusieurs autres expérimentations commencent au nord-ouest du chantier de construction d'Arensch et dans l'avant-pays de Wadden de nombreuses fusées qui atteignent une altitude maximale de 50 kilomètres ; la Berthold Seliger Forschungs- und Entwicklungsgesellschaft lancent de Berensch des fusées expérimentales qui atteignent une altitude maximale de 100 km.

## Source, notes et références
- (de) Cet article est partiellement ou en totalité issu de l’article de Wikipédia en allemand intitulé « Arensch » (voir la liste des auteurs).